# Wiener Urania-Puppentheater

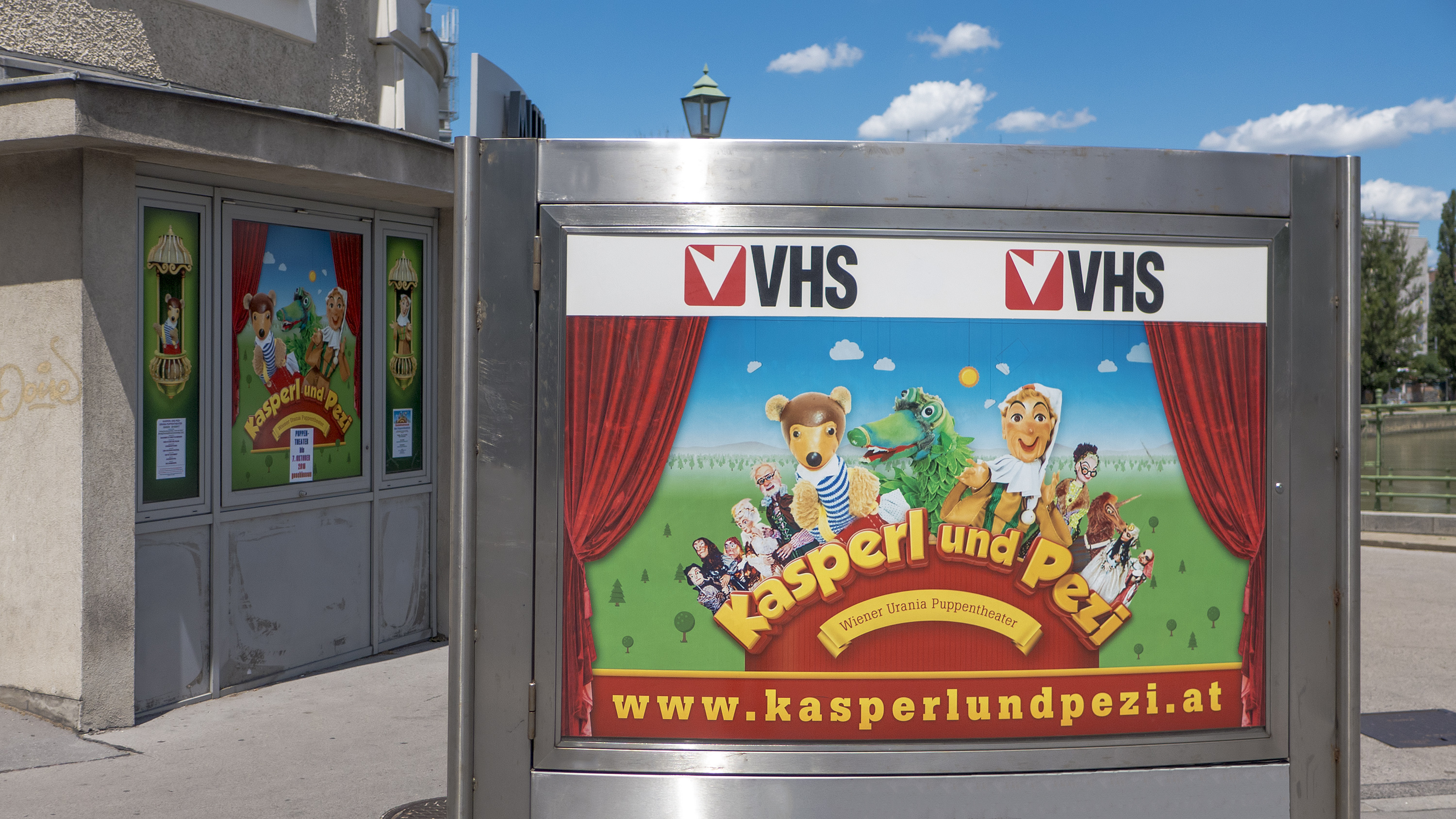
Vor dem Urania-Puppentheater

Das Wiener Urania Puppentheater ist ein Puppentheater in Wien.

## Geschichte

### Ära Kraus
Die beiden Volksschullehrer Hans Kraus (1923–1995) und Marianne Kraus (1926–1999) richteten 1948 in der Volkshochschule Stöbergasse gelegentlich ein Puppentheater ein. Noch im gleichen Jahr wurde eine Spielstätte im Gasthaus Figl im 3. Bezirk eingerichtet und am 11. Juni 1949 eröffnet. Ab dem folgenden Jahr wurde die Puppenbühne von der Wiener Urania beherbergt. Die Urania hatte im Strandbad Gänsehäufel von der Bäderverwaltung die südöstliche Spitze der Insel zugewiesen bekommen, auf der ein Puppentheater für die Unterhaltung der Kinder sorgen sollte. Am 30. Juli 1950 ging auf der Freiluftbühne der Vorhang für die erste Aufführung des „Theaters der Kleinen“ auf; an den Wochenenden kamen bis zu 1.200 Besucher. Im Herbst wurde kurzzeitig der Josefsaal im 8. Bezirk verwendet.
Ab Weihnachten wurde im Mittleren Saal der Urania gespielt, die erste Vorstellung war am 25. Dezember 1950. Aus dem „Theater der Kleinen“ wurde das „Wiener Urania Puppentheater“; von da an gab es wöchentlich drei Vorstellungen mit ständig wechselndem Programm. Im Veranstaltungsjahr 1954/55 wurden bereits 200.000 Besucher gezählt. Im Hochsommer gab es auch weiterhin Vorstellungen auf der „Urania-Insel“ im Gänsehäufel.
Ab 1953 sendete der Rundfunk (damals noch die RAVAG) im großen Sendesaal die Sendereihe „Kasperl im Funkhaus“. Seit 1957 ist das Urania-Puppentheater auch im ORF-Fernsehen präsent. Das Kasperltheater – die weltweit älteste Fernseh-Kindersendung – mit den Figuren Kasperl und Pezi lief ursprünglich jeden Mittwoch um 17:00 Uhr, die Familie Petz lief im Rahmen der ORF-Sendung Betthupferl. Moderiert wurden die Vorstellungen anfangs von Walter Niesner.
Hans Kraus schnitzte die Köpfe seiner Hand- und Stabpuppen selbst und entwarf die Dekorationen. Er schrieb die Texte, die Dramaturgie, war für die Musik zuständig, und spielte und sprach die meisten Männerrollen, vor allem den Kasperl und den Großvater Petz. Marianne Kraus war für die Herstellung der Kostüme verantwortlich und spielte die meisten weiblichen Rollen, aber auch den kleinen Bären Pezi, der zur beliebtesten Figur in der Publikumsgunst wurde.
Für das Puppentheater gab es Abonnements, die Zahl der Abonnenten betrug rund 7.000 pro Jahr. Da das Kindertheater ständig ausverkauft war, gab es kaum Karten für Laufkundschaft. Falls Funktionäre oder Personen des öffentlichen Lebens zu einer Vorstellung kommen wollten, wurden zusätzliche Sessel im Mittleren Saal aufgestellt, auch wenn das behördlich nicht erlaubt war. Da außerdem „Schoßkarten“ für Kleinkinder verkauft wurden, hatte das Puppentheater z. B. im Veranstaltungsjahr 1993/94 eine Auslastung von 102 Prozent, und war das bestbesuchte Theater Österreichs. Den Höhepunkt der Besucherzahlen erreichte das Kindertheater 1995/96 mit 7.714 Abonnements. Von Oktober bis Ende April wurden in jedem Monat an 16 Tagen 32 Vorstellungen gespielt.
Im Jahr 1997 wurde in Wien-Leopoldstadt (2. Bezirk) im Wurstelprater der Hans-Kraus-Weg nach dem Gründer der Puppenbühne benannt.

### Ära Müller
Nach dem Tod von Hans Kraus im Jahr 1995 wurde Manfred Müller, der 1974 in das Ensemble des Puppentheaters eingetreten war, von Marianne Kraus mit der Co-Direktion und der Rolle des Kasperl betraut. Im Juni 1999 starb Marianne Kraus, sodass Müller die Leitung des Theaters übernahm. Noch vor ihrem Tod hatte Marianne Kraus der Mitarbeiterin Alexandra Filla ihre Rolle des Pezi anvertraut. Weitere Figuren sind die Großmutter, der Drache Dagobert („Bussi, Bussi“) und das Einhorn Tusnelda. Puppenspieler waren unter anderem Peter Dissauer und Ch. Picco Kellner. Unter der Leitung von Manfred Müller wurde das Tempo der Aufführungen beschleunigt und die Spielzeit auf eine volle Stunde verlängert.
Im Zuge der Generalsanierung des Urania-Gebäudes ab 2000 wurde auch das Puppentheater umgestaltet. Bis dahin musste das Theater an jedem Nachmittag für die Abendvorstellungen der Erwachsenen geräumt und morgens wieder aufgebaut werden, was jeweils mindestens eine dreiviertel Stunde dauerte. Nun wurde eine mobile Bühne konstruiert, die relativ leicht in den Mittleren Saal geschoben werden kann. Auch die Bühnentechnik wurde mit digitaler Technik und Computeranimationen modernisiert. War die Zielgruppe früher Kleinkinder im Alter von zwei bis drei Jahren, wurde nun vor allem für Kinder im Volksschulalter gespielt. Der Charme des Theaters und die wienerische Note wurden beibehalten.
Das Puppentheater befand sich im Besitz der Firma Kasperl und Pezi – Wiener Urania Puppentheater GmbH unter Müllers Geschäftsführung und war mit einem Kooperationsvertrag an die Wiener Volkshochschulen / Urania gebunden. Im Jahr 2000 feierte das Kindertheater sein 50-jähriges Jubiläum; seit der ersten Vorstellung 1950 wurden mehr als 2,5 Millionen Besucher gezählt.
Nachdem Manfred Müller im Sommer 2018 zunächst in einer Presseaussendung mitteilte, dass er keine Interessenten für eine Übernahme des Theaters finde und daher der Fortbestand des Puppentheaters wegen seiner bevorstehenden Pensionierung gefährdet sei, meldeten sich 27 potentielle Nachfolger. Der Universalkünstler André Heller erhielt den Zuschlag und wurde am 21. September 2018 als Nachfolger ab der Spielzeit 2019/2020 präsentiert. Manfred Müller starb unerwartet am 27. April 2019, drei Tage vor seiner geplanten Pensionierung.

### Ära Heller
Das Puppentheater befindet sich seit 2019 im Besitz der Firma Kasperl und Pezi GmbH unter der Geschäftsführung von André Heller. Alexandra Filla fungiert seit Müllers Tod als Prinzipalin. Die erste Spielzeit begann am 4. Oktober 2019. Klaus Schaurhofer übernahm die Rolle des Kasperls. Nach der COVID-19-Pandemie in Österreich wurde der Spielbetrieb wieder aufgenommen.